# Balghis Badri
Balghis Badri là một nhà hoạt động nữ quyền Sudan, đặc biệt trong lĩnh vực cắt bộ phận sinh dục nữ (FGM) và sự phát triển của phụ nữ nông thôn, kể từ năm 1979, bà cũng là giáo sư nhân chủng học xã hội tại Đại học nữ sinh Ahfad (Ahfad University for Women).

## Cuộc đời
Bà sinh ra trong một gia đình có truyền thống giáo dục. Bà là con gái của Yusuf Badri, người sáng lập Đại học Nữ sinh Ahfad (AUW) tại Khartoum năm 1966, và cháu gái của chiến binh Mahdist, Babiker Badri.
Badri lấy bằng tiến sĩ về nhân chủng học xã hội tại Đại học Hull ở Anh năm 1978.

## Sự nghiệp
Badri là giảng viên bán thời gian tại Đại học nữ sinh Ahfad từ năm 1974 đến 1997, và toàn thời gian sau đó, hiện tại bà là giáo sư nhân chủng học xã hội
. Năm 2002, cô thành lập và trở thành giám đốc khai mạc của Viện Nghiên cứu Phụ nữ, Giới và Phát triển AUW. Badri là Giám đốc Viện Giới tính, Đa dạng, Hòa bình và Quyền của Đại học nữ sinh Ahfad, tại Omdurman/Khartoum. Năm 1979, bà giới thiệu các nghiên cứu về phụ nữ và giới tính vào trong chương trình đại học
.

## Sách
Vào tháng 2 năm 2017,
Women's Activism in Africa (đồng tác giả Badri và Aili Mari Tripp) được xuất bản bởi Zed Books. Badri đồng tham gia biên tập, viết/đồng viết hai trong mười chương.